# Mendoza Challenger 1995
Il Mendoza Challenger 1995 è stato un torneo di tennis facente parte della categoria ATP Challenger Series nell'ambito dell'ATP Challenger Series 1995. Il torneo si è giocato a Mendoza in Argentina dal 20 al 26 febbraio 1995 su campi in terra rossa.

## Vincitori

### Singolare
Johan Van Herck ha battuto in finale  Juan Albert Viloca con il punteggio di 7–6, 6–1

### Doppio
Donald Johnson /  Jack Waite hanno battuto in finale  Márcio Carlsson /  Gustavo Kuerten con il punteggio di 6–3, 6–2